# Wundergecko

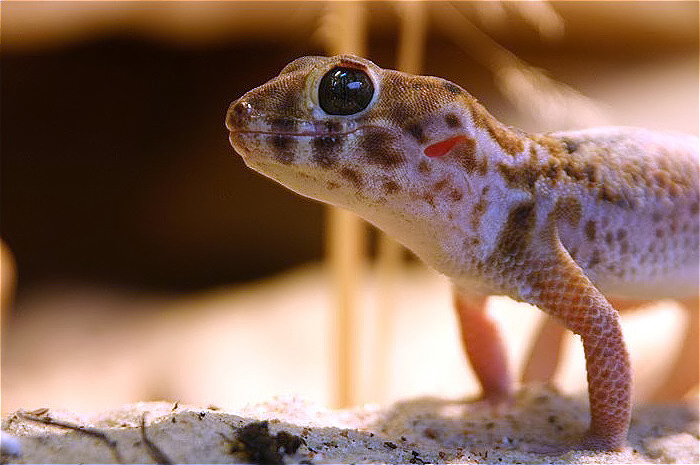

Der Wundergecko (Teratoscincus scincus) ist eine Echse aus der Ordnung der Geckoartigen (Gekkota).

## Merkmale
Der Wundergecko kann eine Gesamtlänge von 18 bis 20 Zentimeter erreichen, bleibt aber meist kleiner. Die Grundfärbung ist eine Tarnfarbe und variiert zwischen hellgelb und gelb. Der Rücken ist mit braunen bis schwarzen Musterungen überzogen. Der Schwanz ist grau und ebenfalls mit großen Schuppen versehen. Der recht mächtige und breite Kopf weist zwei sehr große Augen auf, die an seine Nachtaktivität angepasst sind. Der Schwanz hat mehrere Sollbruchstellen und kann bei Gefahr abgeworfen werden. Er wächst vollständig nach. Gleiches gilt für seine leicht ablösbaren Hautschuppen. Die Geschlechter sind äußerlich sehr schwer zu unterscheiden. Nur die leichten Schwellungen der Hemipenistaschen verraten das Geschlecht. In der kalten Jahreszeit hält der Wundergecko eine mehrmonatige Winterruhe. Die Tiere können ein Alter von bis zu 13 Jahren erreichen.

## Unterarten
Es gibt drei Unterarten:
- Großer Wundergecko (Teratoscincus scincus keyserlingii)
- Blauer Wundergecko (Teratoscincus scincus scincus)
- Teratoscincus scincus rustamowi

## Verbreitung und Lebensweise
Das Verbreitungsgebiet reicht vom Iran über die Ostküste des Kaspischen Meeres bis nach Westchina. Außerdem kommt er in Afghanistan, Nordwest-Pakistan und auf der Arabischen Halbinsel an den Küsten von Katar und den Vereinigten Arabischen Emiraten vor. Er bewohnt Wüsten und Halbwüsten mit spärlicher Vegetation.

## Nahrung
Wundergeckos ernähren sich hauptsächlich von kleinen Insekten. Hier und da bessern sie ihren Speiseplan auch mit Früchten und Beeren auf.

## Fortpflanzung
Wundergeckos gehören zu den eierlegenden Reptilien. Die Paarungszeit beginnt nach der Winterruhe. Das Weibchen legt pro Saison bis zu viermal je zwei hartschalige Eier, die sie mit den Hinterbeinen im Sand vergräbt oder einfach in ihrem Versteck lässt. Die Eier wiegen zwischen 2,5 und 3 g, sind zwischen 17 und 21 mm lang und haben fast immer eine charakteristische Delle. Die Jungtiere schlüpften in Gefangenschaft bei einer Temperatur von 25 bis 31 °C nach 65 bis 75 Tagen. Sie sind dann 62 bis 70 mm lang, auffällig gelb mit schwarzen Querbinden gefärbt und wiegen 1,58 bis 1,89 g. Innerhalb eines Jahres erreichen die Echsen die Größe der ausgewachsenen Tiere.